# Alenka v říši divů (film, 1903)
Alenka v říši divů je britský němý film z roku 1903. Režiséry jsou Cecil Hepworth (1873–1953) a Percy Stow (1876–1919). Film trval zhruba 12 minut, ale dochovalo se jen zhruba 8 minut. Film se natáčel převážně v Port Meadow v Oxfordu a premiéru měl 17. října 1903.
Film je považován za první filmovou adaptaci románu Alenka v říši divů (1865) od Lewise Carolla a za nejdelší britský film své doby.

## Obsazení
| May Clark          | Alenka                         |
| Cecil Hepworth     | Žába                           |
| Geoffrey Faithfull | Hrací karta                    |
| Stanley Faithfull  | Hrací karta                    |
| Margaret Hepworth  | Bílý králík / Srdcová královna |
| Norman Whitten     | Kloboučník / Ryba              |